# Cal Magem
Cal Magem és un edifici noucentista de Calafell (Baix Penedès) protegit com a bé cultural d'interès local.

## Descripció
Edifici entre mitgeres de planta trapezoïdal amb una única planta que disposa d'un pati a la part posterior de la finca. La façana principal mostra una composició ordenada a partir d'un eix central, on hi ha el portal d'accés, que conserva la porta de fusta original. A cada costat d'aquest, hi ha una finestra rectangular vertical amb reixa de ferro. Les obertures estan decorades amb una faixa que les envolta en la qual hi ha, a la zona de la llinda, motius en relleu amb formes curvilínies. A l'extrem dret hi ha, trencant la simetria, un cos afegit de la mateixa alçada amb una finestra. A la part baixa de la façana hi ha un sòcol fet amb peces rectangulars de pedra que no és original. A la part superior hi ha una cornisa i un ampit. A la part central de l'ampit hi ha un cos sobrealçat, amb un òcul, rematat amb una forma semicircular. La façana és pintada de color blanc.

## Història
Es tracta d'un dels primers edificis de l'eixample del barri marítim de Calafell construït com a residència unifamiliar.